# Richard Wallace (rugbista)
Richard Michael Wallace (Cork, 16 gennaio 1968) è un ex rugbista a 15 e aviatore irlandese, da giocatore tre quarti ala di Leinster e Saracens e, dopo la fine della carriera agonistica, pilota civile aeronautico di linea.

## Biografia
Formatosi nel Garryowen, Wallace rappresentò da professionista la provincia di Leinster nel campionato interprovinciale irlandese; debuttò, ancora dilettante, nel 1991 in Nazionale irlandese contro la Namibia a Windhoek, ma non entrò nella squadra che prese parte alla Coppa del Mondo di rugby 1991 in Inghilterra.
Nel 1993 prese parte alla selezione dei British and Irish Lions che affrontò il tour in Sudafrica e due anni più tardi partecipò alla Coppa del Mondo di rugby 1995 in Sudafrica; a livello di club fu nella squadra inglese dei Saracens dal 1996 al 1999, anno del suo ritiro dall'attività.
Dopo la fine della carriera agonistica intraprese l'attività di pilota aeronautico e successivamente entrando negli equipaggi della compagnia regionale irlandese CityJet.
Insieme a David e Paul, Richard Wallace figura nel Guinness dei primati come unico caso di tre fratelli ad avere giocato nei British and Irish Lions, sebbene non contemporaneamente.